# 丁儀 (弘治進士)
丁儀（1472年—1521年），字文範，號汾溪，回族，福建泉州府晉江縣人，鹽籍，明朝政治人物，同進士出身。

## 生平
弘治十四年（1501年）辛酉科福建鄉試第三十五名。弘治十八年（1505年）登乙丑科進士。正德二年（1507年）任海寧縣知县，迁任四川按察佥事，卒于官。丁仪工诗，以性情为本，且音律和谐。道光《晋江县志》有传，著有《歸囊遺稿》一卷。

## 家庭及關聯
曾祖父丁世孚、祖父丁廷學、父親丁朝億。母陳氏。具慶下。